# روسرات
رسراث (بالألمانية: Rösrath) هي بلدة ألمانية تقع في ألمانيا في Rheinisch-Bergischer Kreis. يقدر عدد سكانها بـ 27,021 نسمة .